# Pouzolzia rothiana
Pouzolzia rothiana är en nässelväxtart som beskrevs av Carl Ludwig von Blume. Pouzolzia rothiana ingår i släktet Pouzolzia och familjen nässelväxter. Inga underarter finns listade i Catalogue of Life.